# 韩诗外传
《韩诗外传》是一部由360条趣闻轶事、道德说教、伦理规范以及实际忠告等不同内容的杂编，一般每条都以數句恰当的《诗经》引文作结论，以支持政事或论辩中的观点，就其书与《诗经》联系的程度而论，它对《诗经》既不是注释，也不是阐发。汉朝韩婴著，属于今文經學著作。

## 内容
《汉书·艺文志》还著录了其他几部韩派《诗经》方面的著作，现在都已失传，估计其性质与《韩诗外传》类似。《韩诗外传》是实际运用《诗经》的示范性著作。
《韩诗外传》文章体制大多先叙事或议论，篇末引《诗》一两句以证明。而同一两句诗，往往有两则以上的事例或理论，分条阐述。其中的历史故事或寓言材料多有所本，也有些艺术加工，擅长用对话发议论。其论述则多节录诸子原文，在取舍剪裁中见出己意，因而「文辞清婉，有先秦风。」
《韩诗外传》尽管名义上依附于《诗经》，但它使用的材料却来自几个哲学学派的著述并加以折衷。《荀子》是最常用的来源，不过《莊子》、《韓非子》、《吕氏春秋》以及《晏子春秋》、《老子》、《孟子》也都被使用过。道德说教为其主要基调，但也有一些趣闻轶事。由于有24段缺乏引自《诗经》的起结论作用的诗句，这说明文本有缺损。考虑到尚存的先秦典籍提供的资料占全书的三分之一还多，而且其中有些材料自身已经用《诗经》引文作结束，根此可知，《韩诗外传》与其说是一部创作，还不如说是一部编作。《韩诗外传》作为一个源头，可能启发了为了不同目的而编纂成的其他摘录性的选集，如其中所述的历史故事为刘向编《说苑》、《新序》、《列女传》所采录；赵晔撰《吴越春秋》也采取其中有关吴越的故事作素材。
《说苑》等书中的故事已开古小说先声，《韩诗外传》则是衔接先秦诸子寓言、史传故事和《说苑》等书的单则故事之间的一个环节，在古小说发展史上当占一席地位。

## 成书年代和真伪
作者一般认为是汉代的韩婴。据《史记》和《汉书》的记载，韩婴为汉文帝时的博士，汉武帝时他与董仲舒辩论过。因此《韩诗外传》的日期应定在约公元前150年左右。
关于这部书的完整性却有些疑点，因为《汉书·艺文志》列举了名为《韩外传》的书6卷及名为《韩内传》的书4卷，但到了《隋书·经籍志》时《韩内传》已经消失，尽管唐代的注家引用了属于《韩诗内传》的几条语录。《韩外传》在《隋书·经籍志》、《旧唐书·经籍志》、《新唐书·艺文志》、《宋史· 艺文志》中都列为十卷。凡是现代的版本都含有十卷。
但是也有学者（比如杨树达《汉书补注补证》）认为《韩外传》与《韩内传》两书被结合于《韩诗外传》一名之下，因为它们所含的资料其性质没有任何差异，两者也都不是阐发性的著作。但是，在唐代各种类书以及经史注疏中引用的《韩诗外传》文句有不少不见于传世通行本中。宋代类书《太平御览》引自该书有157处，其中有23条为今本所无。
　　

## 版本和相关书籍

### 版本
- 已知最早的刊本是宋本，洪迈说它属于庆历年间（1041—1048），毛晋认为他拥有这个本子的抄本，他翻刻在《津逮秘书》之中。在明代的几个版本中，《四部丛刊》所翻印的沈辨的本子渊源于元本（由钱惟善于1355年作序）。

- 带有注解的校本被赵怀玉（1747—1823）单独刊入他的《亦有生斋》中（序作于1790年，《龙溪精舍丛书》予以重印），又被周廷莱作为《韩诗外传校注》（重印于《安徽丛书》）而加以刊印，其序文标定为1791年。上述版本中的第二种用本是一更保守的版本，它被拿来作为两种版本合并版的底本，由吴棠于1875年出版（《望三益斋》，由《畿辅丛书》予以重刊，《丛书集成》也作了重刊，并加了标点，又见上海商务印书馆于1917年的排印本）。一种未知出处而含有大多相应段落的版本由陈士珂于1818年以《韩诗外传疏证》名字刊印（见《文渊楼丛书》中）。

- 收有《韩诗外传》的其他丛书还有《汉魏丛书》。《广汉魏丛书》、《三十三种丛书》等。

- 许维遹（1905—1951）的《韩诗外传集释》，北京：中华书局，1980年版；该书是在他死后出版，繁体字，加了标点和注释，其中有的为珍奇难得的资料及许自己的见解。

- 赖炎元的《韩诗外传今註今译》，该书有注释有标点，并有用现代汉语译成的译文，台北：商务印书馆，1972年版。

### 校注
- 孙诒让《札迻》卷二对《韩诗外传》进行校注，涉及有十个段落的内容。
- 俞樾《读韩诗外传》对22段疑难的段落进行了校勘；见《曲园杂纂》卷十七（《春在堂全书》）。
- 赵善诒的《韩诗外传补正》（长沙：商务印书馆，1938年），几乎处理每篇经文中的疑难段落，用来自相应段落的引文来支持他的考评及校勘，而且总是指出前人对这同一段所作的校注。（见国学小丛书）。他的著作被收入赖炎元的《韩诗外传考征》中。
- 赖炎元：《韩诗外传考征》，2册，台北：师范大学出版社，1963年版。第一册详细研究了汉代的韩诗，《韩诗外传》的版本，校勘记，韩诗异文与包括毛诗在内的其他诸家诗注解和文字上的不同。第二册考察了早期和后来著作中所引的《韩诗外传》之文，并详尽地罗列了为现代版本中所无的《韩诗外传》佚文。

### 索引
- 《韩诗外传逐字索引》，刘殿爵、陈方正主编，收入《先秦两汉古籍逐字索引丛刊》，香港：商务印书馆，1992年。

## 延伸阅读
[在维基数据编辑]
 在维基文库阅读本作品原文（ 在维基共享资源阅览影像）
 《詩外傳 (四庫全書本)》
 《韓詩外傳 (四部叢刊本)》